# Hovawart
A hovawart német eredetű hosszú szőrű, középnagy munkakutya.

## Története
A hovawart neve a középfelnémet hova [Hof] (udvar) és wart [Wächter] (őrző) szavakból alakult ki, vagyis nevének  jelentése "az udvar őrzője" vagy "a birtok óvója". Hofwarden, valamint hovewart néven már a középkori írásokban is szerepel, például a Schwabenspiegel említést tesz róla, bár kinézetével kapcsolatban nem ír. Képen nem ábrázolták, de valószínűleg nagy, igénytelen, pásztorkutya jellegű lehetett, sűrű, mindenféle időjárástól védő bundával, erős őrző-védő ösztönnel és szoros kötődéssel az emberhez. A 19. század végéig a hovawart kifejezés gyakorlatilag egy összefoglaló elnevezése volt a portát, házakat őrző kutyáknak..
A 19. század végén írták le először a hovawartot olyan házőrző kutyaként, amely kinézetében megfelel a mai fajtaleírásnak. A 20. század elején Kurt Friedrich König és apja, Bertram König olyan kutyákat keresve, amely a helyzetnek megfelelően viselkedik, újra- és újra rábukkantak ezekre a lógófülű, erős csontozatú jószágokra. Az első világháború után más fajtákkal végzett sikertelen kiképzési kísérletek után Königék arra jutottak, hogy ezt a középkori tipikus paraszti kutyát kell fajtaként tenyészteni.A Harzból és a hesseni Odenwaldból származó parasztkutyákat keresztezett különböző pásztor- és hegyi kutyákkal, újfundlandikkal és zsinóros szőrű juhászkutyákkal.
1. 1922: bejegyzik az első almot
2. 1937: elismerik a fajtát (FCI-szám: 190.)
3. 1964: felkerül az elismert munkafajták közé

## Megjelenés
Marmagasság: 63-70 cm (kan), 58-65 cm (szuka)
Súly: 25-40 kg
Szín: szőke, fekete és rajzos
A rajzos színváltozat a leggyakoribb (kb. 60%), a második a szőke, és a legritkább a fekete.
Erőteljes, izmos, jó felépítésű, tiszteletet parancsoló, hosszú szőrű kutya. Feje nagy, durva, mégis kedves, formás, megnyerő. Arcorri része hosszú, szeme sötét, kellemes, barátságos kifejezésű.A homlok enyhe lejtéssel megy át az orrhátba, a koponyatető lapos. Füle háromszög alakú, lecsüngő. Nyaka elegáns, lebernyegmentes, sörény nélküli. Egyenes hátú, jó izomzatú egyenes folytatása az ágyék és a far. Mellkasa mély, hasa enyhén felhúzott.Szőrzete hosszú, enyhén hullámos, a végtagok hátsó részén zászlót alkot. Farka csánk alá ér, lelógó, dús szőr borítja.Hatalmas termete ellenére mozgása könnyed, elegáns. Gyors futó. Hangja erős és mély.

## Viselkedés, tulajdonságai
A hovawartok még mindig meglehetősen különbözők. Nevének jelentése jól mutatja, hogy megbízható őrző-védő kutya. Védőösztöne nagy, természetes feladatának tekinti a birtok védelmét. Éber, mindenre gyorsan reagál, bátor és rettenthetetlen. Jó ugró- és futókutya. Kiegyensúlyozott és tanulékony. Kifejezetten jó a memóriája. Általában vízkedvelő kutyák. Gyermekekkel türelmes. A háziállatokkal is jól kijön. Kemény munkakutya, nagy mozgásigénnyel ezért nem kényelmes emberek mellé való. Fontos a szellemi és a testi kifárasztása. Az egyhangú foglalkozásokat nem szereti és olykor megmakacsolja magát. Későn érő kutya. Általában két-három éves korára "nő be a feje lágya"(ezért sem annyira elterjedt rendőrkutya, hiszen egy ennyi idős német juhászkutya vagy malinois már komoly munkára képes) de utána is igen aktív eb marad. Egészséges fajta, általában 10-12 év a várható élettartama.

## Nevelés, használhatósága
Bár golden retriever kinézetű a szőke változata, mégis tulajdonságai jobban hasonlítanak egy Német juhászkutya vagy egy Dobermann kutyáéra. Szükségesek hozzá ismeretek a kutyák viselkedéséről, hogy a domináns kutya megértse alárendelt szerepét a falkában.Fontos a korai szocializáció. Igényli a család társaságát, ezért kinti-benti kutyaként tartása javasolt. Hullámos szőrét könnyű gondozni, heti egyszeri átfésülés elegendő.
Alkalmas a kutyasport minden ágára. Használják rendőr-, mentő- vagy lavinakutyának is. Ha igényei ki vannak elégítve csodás családi eb.

## Képek

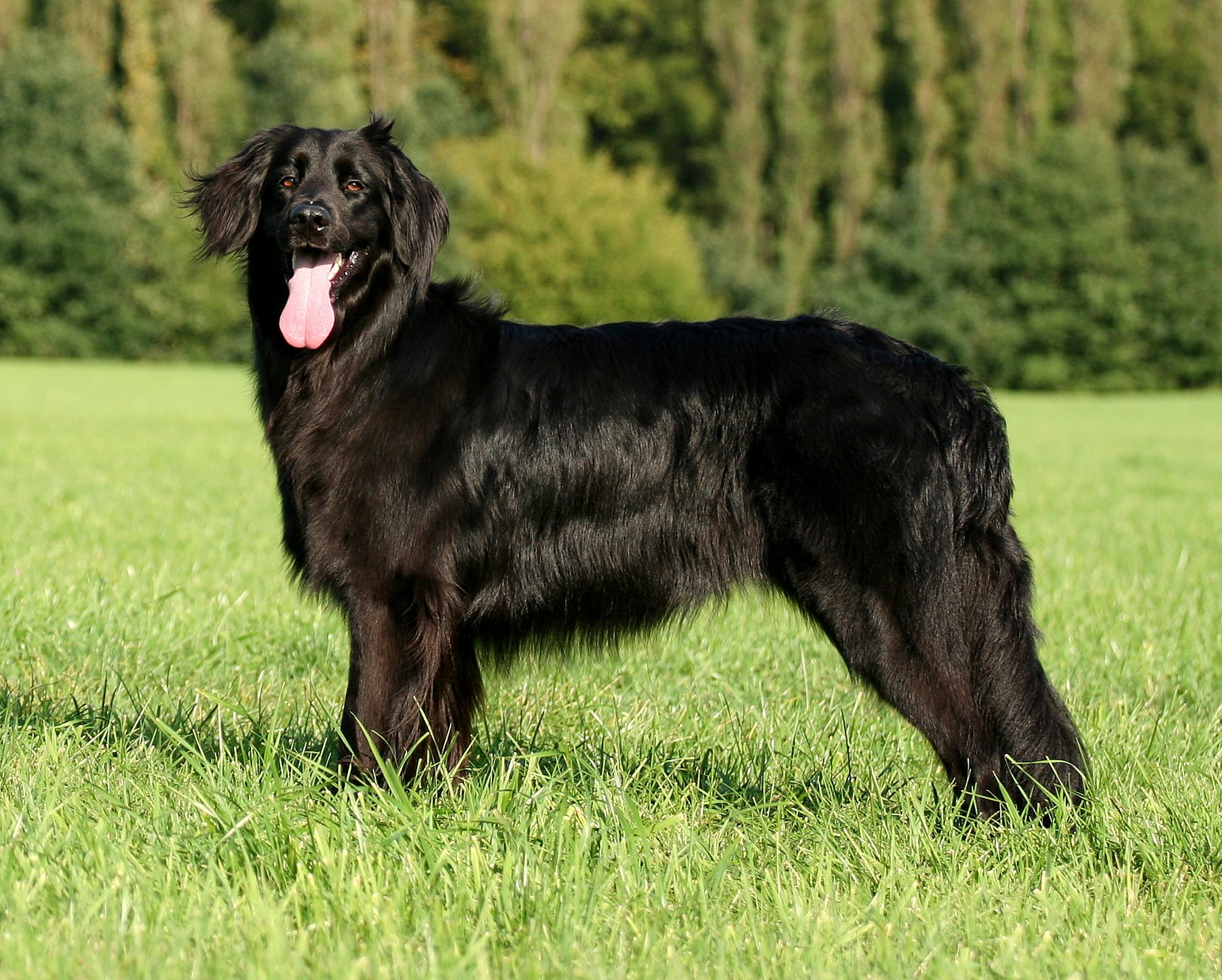
Fekete Hovawart
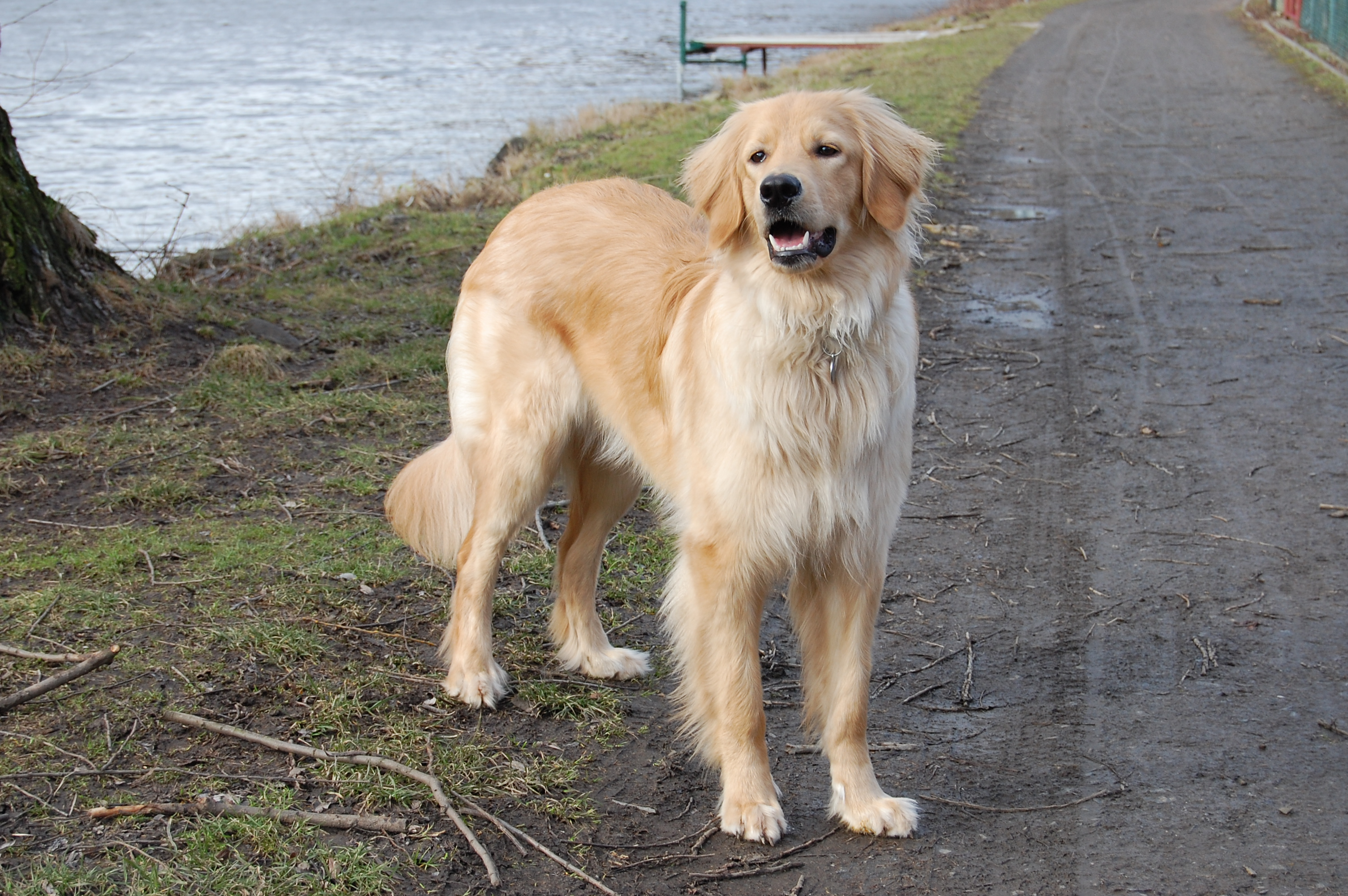
Szőke Hovawart
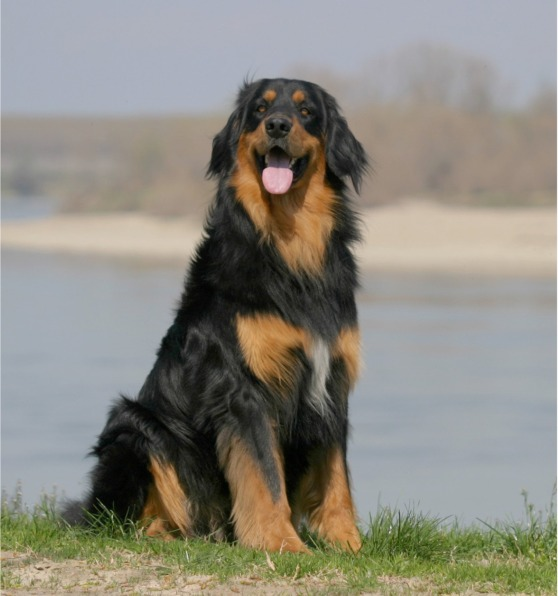
Rajzos Hovawart

## Fordítás
- Ez a szócikk részben vagy egészben a Hovawart című német Wikipédia-szócikk ezen változatának fordításán alapul.  Az eredeti cikk szerkesztőit annak laptörténete sorolja fel. Ez a jelzés csupán a megfogalmazás eredetét és a szerzői jogokat jelzi, nem szolgál a cikkben szereplő információk forrásmegjelöléseként.